# Чхороцкуський муніципалітет
Чхороцкуський муніципалітет (груз. ჩხოროწყუს მუნიციპალიტეტი Чхороцкус муниципʼалитети) —  муніципалітет в  Грузії, що входить до складу  краю Самеґрело-Земо Сванеті (або Мегре́лія-Верхня Сване́тія). Знаходиться на заході Грузії, на території  історичної області Мегрелія. Адміністративний центр — місто Чхороцку.

## Населення
Станом на 1 січня 2014 чисельність населення муніципалітету склала 21 400 мешканців.
Більшість населення складають мегрели, одна з етнографічних груп грузин.
| Грузини | Росіяни | Українці | Вірмени |
| 99,70 % | 0,17 %  | 0,04 %   | 0,03%   |